# Saskia van Hintum
Saskia van Hintum, född 24 april 1970 i Vught, Nederländerna, är en volleybollspelare (passare) och tränare. 
Som spelare spelade Hintum med olika klubbar i Nederländerna, Tyskland och Italien samt med Nederländernas damlandslag. Efter sin spelarkarriär har hon varit tränare och assisterande tränare för olika klubbar samt förbundskapten för Schweiz damlandslag.